# Прямий синус
Прямий синус, пряма пазуха (лат. sinus rectus), — венозне утворення твердої мозкової оболони, яке отримує венозну кров з верхніх мозочкових вен і нижнього сагітального синуса і впадає в синусний стік.

## Структура
Прямий синус розташований усередині твердої мозкової оболони, в місці, де серп мозку (falx cerebri) переходить у намет мозочка (tentorium cerebelli).
У поперечному перерізі він трикутний, містить кілька поперечних смуг у внутрішній частині і збільшується в розмірі в дорзальному напрямку.

## Функція
Прямий синус бере початок від місця злиття нижнього сагітального синуса та великої мозкової вени.
Прямий синус являє собою непарне утворення, яке розташоване знизу головного мозку, й слугує для стоку венозної крові з нижніх центральних ділянок голови. Він отримує кров із нижнього сагітального синуса, великої вени мозку (вени Галена), задніх мозкових вен, верхніх мозочкових вен та вен серпа мозку.

## Додаткові зображення

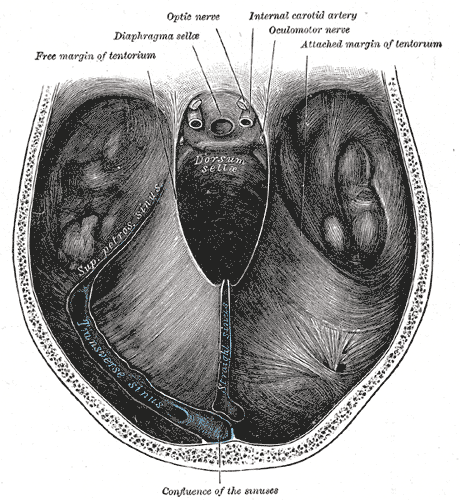
Намет мозочка, вигляд згори.
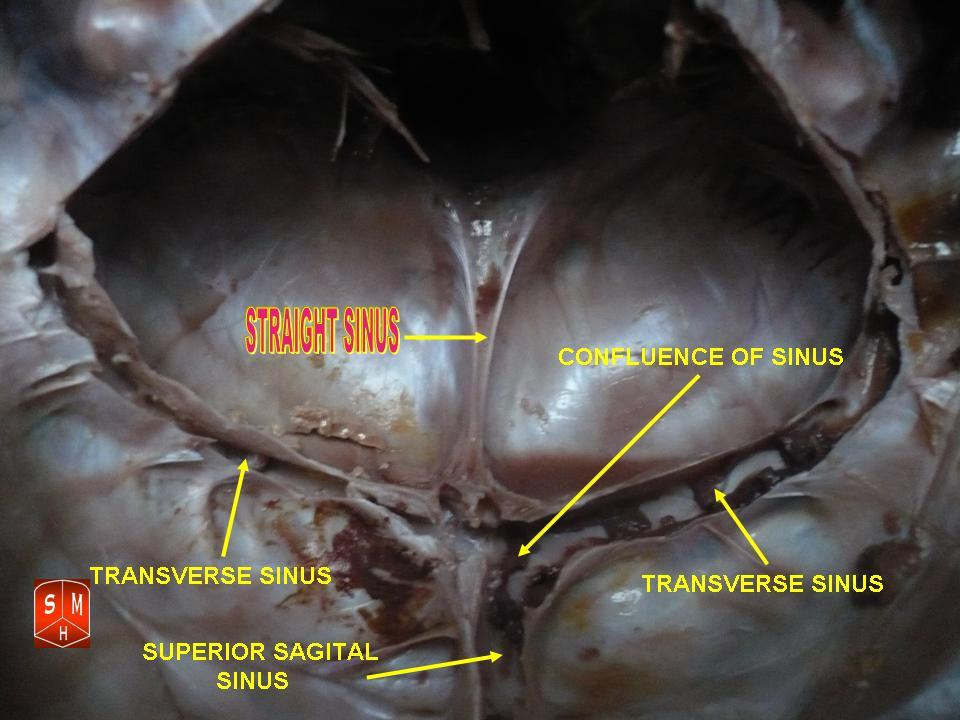
Прямий синус

## Дивитися також
- Синуси твердої мозкової оболони